# Deux Nigauds au collège
Pour plus de détails, voir Fiche technique et Distribution.
Deux Nigauds au collège (titre original : Here Come the Co-eds) est une comédie américaine en noir et blanc réalisée par Jean Yarbrough, sortie en 1945. Le film met en scène le duo comique Abbott et Costello et fait partie de la série Deux Nigauds.

## Synopsis
Slats McCarthy et Oliver Quackenbush travaillent comme danseurs, avec la sœur de Slats, Molly. Slats arrive à faire paraître un article sur Molly dans le journal local, où elle explique rêver d'intégrer une prestigieuse université, le Bixby College. À la lecture de cet article, le doyen de l'université décide de donner une chance à Molly en lui fournissant une bourse pour qu'elle intègre son établissement. Celle-ci accepte mais à la condition que Slats et Oliver viennent aussi, ce qu'ils feront en tant qu'hommes à tout faire…

## Fiche technique
- Titre : Deux Nigauds au collège
- Titre original : Here Come the Co-eds
- Réalisation : Jean Yarbrough
- Scénario : Arthur T. Horman, John Grant, Edmund Hartmann (en), Felix Adler
- Musique : Edgar Fairchild
- Directeur de la photographie : George Robinson
- Montage : Arthur Hilton
- Direction artistique : John B. Goodman, Richard H. Riedel, Max Parker (en) (non crédité)
- Décors : Russell A. Gausman, A. J. Gilmore
- Costumes : Vera West
- Production : John Grant, Universal Pictures
- Pays de production : États-Unis
- Genre : Comédie
- Durée : 88 minutes
- Dates de sortie :
  - États-Unis : 2 février 1945
  - France : 9 novembre 1950

## Distribution
- Bud Abbott : Slats McCarthy
- Lou Costello : Oliver Quackenbush
- Peggy Ryan : Patty Gayle
- Martha O'Driscoll : Molly McCarthy
- June Vincent : Diane Kirkland
- Lon Chaney Jr. : Johnson
- Donald Cook : le doyen Larry Benson
- Charles Dingle : Jonathan Kirkland
- Richard Lane : l'homme au salon de danse
- Joe Kirk (en) : Dan Murphy
- Bill Stern (en) : Bill Stern
- Phil Spitalny : le chef d'orchestre

## Récompenses et distinctions

### Nominations
- Saturn Award 2005 :
  - Saturn Award de la meilleure collection DVD (au sein du coffret The Best of Abbott and Costello, vol. 1-3)